# لارس بورغسمولر
لارس بورغسمولر (بالألمانية: Lars Burgsmüller) مواليد 6 ديسمبر 1975 في مولهايم أن در رور، ألمانيا الغربية، هو لاعب كرة مضرب ألماني سابق بدأ مسيرته كمحترف سنة 1993 وكان يلعب باليد اليمنى، اعتزل اللعب في 2008. أعلى تصنيف له في الفردي كان المركز الـ 65 في سنة 2002.

## روابط خارجية
- لارس بورغسمولر على موقع رابطة محترفي التنس (الإنجليزية)
- لارس بورغسمولر على موقع الاتحاد الدولي لكرة المضرب (الإنجليزية)
- لارس بورغسمولر على موقع كأس ديفيز (الإنجليزية)
- لارس بورغسمولر على موقع خلاصة التنس.كوم (الإنجليزية)